# Neocalyptis monotoma
Neocalyptis monotoma Diakonoff, 1953 è una falena appartenente alla famiglia Tortricidae, endemica della Nuova Guinea.